# ZNF781
ZNF781 (англ. Zinc finger protein 781) – білок, який кодується однойменним геном, розташованим у людей на довгому плечі 19-ї хромосоми. Довжина поліпептидного ланцюга білка становить 355 амінокислот, а молекулярна маса — 41 526.
| 10         |  | 20         |  | 30         |  | 40         |  | 50         |
| ---------- |  | ---------- |  | ---------- |  | ---------- |  | ---------- |
| MQRNAMYLKN |  | VAETACNFQL |  | TQYQISHANQ |  | KPYECQICGK |  | PFRKRAHLTQ |
| HNRIHTGGKP |  | YECKECGKVF |  | ICCSTLIQHK |  | RTHTSEKPYE |  | CLECRKTFRR |
| SAHLIRHQRI |  | HTGEKPYKCK |  | QCWKAFASVS |  | DLIDIGKFTL |  | MRDFTNVQNV |
| GRHLTIAQLL |  | FSIREFTLVR |  | SPLNVRNVAK |  | HSIIAQHLLN |  | TRELILMRNL |
| MNVRNVKRLL |  | GKVHILLNIK |  | EFILVRNHMS |  | VSNVGRLSLV |  | FLILIDIREF |
| TLVKNPMNVK |  | NVVELLTIVQ |  | LLFNTREFTL |  | VRRLMNISSV |  | GRFLSPVQHL |
| FNIREHILMK |  | NLMNVSNARR |  | PSSIMHILFD |  | IKEFILVRNL |  | INVSNVGRPL |
| LLFLI      |  |            |  |            |  |            |  |            |

A: Аланін

C: Цистеїн

D: Аспарагінова кислота

E: Глутамінова кислота

F: Фенілаланін

G: Гліцин

H: Гістидин

I: Ізолейцин

K: Лізин

L: Лейцин

M: Метіонін

N: Аспарагін

P: Пролін

Q: Глутамін

R: Аргінін

S: Серин

T: Треонін

V: Валін

W: Триптофан

Задіяний у таких біологічних процесах, як транскрипція, регуляція транскрипції, альтернативний сплайсинг. 
Білок має сайт для зв'язування з іонами металів, іоном цинку, ДНК. 
Локалізований у ядрі.